# Louis de Rougemont
Pour les articles homonymes, voir Rougemont.

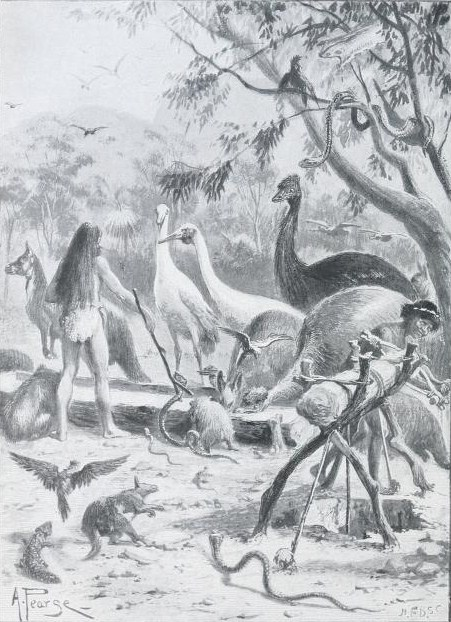
Illustration d'un récit de Louis de Rougemont (Alfred Pearse, The Wide World Magazine, 1899)

Louis de Rougemont (né le 12 novembre 1847, mort le 9 juin 1921) était un explorateur auto-proclamé qui affirmait avoir eu des aventures en Australasie.

## Biographie
Henri Louis Grin, dit Louis de Rougemont, naît en 1847 à Gressy, dans le canton de Vaud en Suisse. À l'âge de 16 ans, il quitte le domicile familial et devient successivement valet de pied de l'actrice Fanny Kemble, domestique du banquier suisse Mieville en 1870 et maître d'hôtel pour le gouverneur d'Australie-Occidentale Sir William Robinson. Il occupe cette dernière place durant moins d'un an.
Il se lance dans diverses entreprises avec très peu de succès. Il exerce les professions de « médecin », de « photographe d'esprits » (spirit photographer) et d'inventeur. Il se marie et abandonne une épouse en Australie.
En 1898 il commence à faire paraître le récit de ses aventures imaginaires dans le périodique britannique The Wide World Magazine sous le nom de Louis de Rougemont. Il y décrit ses prétendus exploits de chercheur de perles et d'or en Nouvelle-Guinée, et affirme avoir passé trente ans au sein d'une tribu d'aborigènes dans l'arrière-pays (outback) australien, lesquels l'auraient vénéré comme un dieu. Il prétend aussi avoir croisé l'expédition de l'explorateur australien Alfred Gibson en 1874.
Dès le début, divers lecteurs expriment leurs doutes à l'égard de ses récits, niant par exemple qu'il soit possible de chevaucher une tortue comme il soutient l'avoir fait (Rougemont affirme aussi avoir vu des wombats volants). Le fait qu'il ne puisse situer précisément ses voyages sur une carte suscite le scepticisme. Durant des mois, les lecteurs débattent à ce sujet dans les colonnes du journal londonien The Daily Chronicle.
Rougemont se soumet de lui-même à l'examen de la Royal Geographical Society. Il prétend ne pas pouvoir dévoiler l'endroit exact où il se trouvait parce qu'il a signé un accord de non-divulgation avec une association qui souhaite exploiter l'or qu'il a découvert dans la région. Il refuse également de s'étendre sur les langues aborigènes qu'il aurait apprises sur place. Malgré tout, ses supporters continuent à trouver des précédents à ses exploits.
À partir de septembre 1898, le Daily Chronicle annonce qu'un certain F. W. Solomon a reconnu Rougemont et l'a identifié comme étant Louis Grin, qui s'était lui-même présenté en tant qu'entrepreneur auprès de sa société. Grin avait rassemblé des éléments pour ses récits dans la salle de lecture de la British Library. Le journaliste et poète australien Edwin Greenslade Murphy l'avait aidé à se faire connaître.
Grin tente de se défendre dans une lettre qu'il adresse au Daily Chronicle : utilisant son véritable nom, il y exprime sa consternation qu'on ait pu le confondre avec Louis de Rougemont. Le journal publie très volontiers cette lettre. Le Wide World Magazine exploite alors la situation et prépare un numéro double pour Noël : les ventes des deux journaux augmentent fortement. Rougemont lui-même disparaît de la scène publique.
En 1899, Grin voyage en Afrique du Sud, où il présente une attraction de music-hall intitulée « Le Plus Grand Menteur du monde » ; lors d'une tournée similaire en Australie en 1901, il est hué et doit quitter la scène. En juillet 1906, il fait une apparition à l'Hippodrome de Londres, où il démontre avec succès ses talents de monteur de tortues. Pendant la Première Guerre mondiale, il réapparaît encore en tant qu'inventeur d'un substitut de viande sans utilité. Il meurt dans la pauvreté à Londres le 9 juin 1921.
Le Wide World Magazine écrit de lui (dans son numéro 14 de juin 1899) : « La vérité est plus étrange que la fiction, mais Rougemont est plus étrange que l'une et l'autre. »

## Sources
- (en) Cet article est partiellement ou en totalité issu de l’article de Wikipédia en anglais intitulé « Louis de Rougemont » (voir la liste des auteurs).